# Pointe des Jottis
 (mai 2011).
La pointe des Jottis est un sommet des Préalpes françaises situé dans le Chablais, sur la commune de Mégevette en Haute-Savoie.